# 坂井孝一
坂井 孝一（さかい こういち、1958年2月 - ）は、日本の歴史学者。創価大学文学部人間学科教授。専門は日本中世史。
平安時代末期・鎌倉時代初期の政治史・文化史と室町時代芸能史を研究テーマにする。

## 来歴
東京都出身。東京都立竹早高等学校を経て、1982年に東京大学文学部国史学科を卒業する。1990年に同大学大学院博士課程単位取得。
1991年より創価大学文学部専任講師となり、助教授（1994年）を経て、2002年に教授に就任した。
2015年に「曽我物語の史的研究」で博士（文学）号を取得した。 
2020年2月に、2022年大河ドラマ『鎌倉殿の13人』の時代考証者になる
坂井千春・東京芸術大学器楽科（ピアノ）教授は、実妹。

## 著書
- 『曽我物語の史実と虚構』吉川弘文館、2000年、ISBN 4-642-05507-X
- 『物語の舞台を歩く―曽我物語』山川出版社、2005年、ISBN 4-634-22460-7
- 『源実朝 「東国の王権」を夢見た将軍』講談社選書メチエ、2014年、ISBN 978-4062585811
- 『曽我物語の史的研究』吉川弘文館、2014年、オンデマンド版　2024年、ISBN　9784642729215
- 『源頼朝と鎌倉』吉川弘文館〈人をあるく〉、2016年、ISBN 978-4642067904
- 『承久の乱 - 真の「武者の世」を告げる大乱』中公新書、2018年、ISBN 978-4121025173
- 『源氏将軍断絶 なぜ頼朝の血は三代で途絶えたか』PHP新書、2020年、ISBN 978-4569848280
- 『鎌倉殿と執権北条氏―義時はいかに朝廷を乗り越えたか』NHK出版〈NHK出版新書〉、2021年9月10日。ISBN 978-4140886618。
- 『坂井孝一が教える鎌倉時代のリアル』MdN新書、2022年、ISBN 978-4-295-20346-9
- 『考証鎌倉殿をめぐる人びと』NHK出版新書、2022年、ISBN 978-4140886793